# Civaux
Civaux is een gemeente in het Franse departement Vienne (regio Nouvelle-Aquitaine) en telt 851 inwoners (1999). De plaats maakt deel uit van het arrondissement Montmorillon.

## Geografie
De oppervlakte van Civaux bedraagt 26,2 km², de bevolkingsdichtheid is 32,5 inwoners per km².
De onderstaande kaart toont de ligging van Civaux met de belangrijkste infrastructuur en aangrenzende gemeenten.

## Demografie
Onderstaande figuur toont het verloop van het inwonertal (bron: INSEE-tellingen).

## De kerncentrale
De Kerncentrale Civaux, die eigendom is van EDF, gebruikt het water van de rivier de Vienne en bestaat uit twee eenheden van elk maximaal 1500 MW. Het is een van de modernste kerncentrales in Frankrijk.